# Microxenus laticollis
Microxenus laticollis es una especie de coleóptero de la familia Eupsilobiidae (antes considerada una subfamilia de Endomychidae.

## Distribución geográfica
Habita en Sudáfrica.